# Laura Lemay
Laura Lemay (1 de agosto de 1967) es una autora estadounidense especializada en libros técnicos, entre los que destaca el inicio de la serie Teach Yourself de la editorial SAMS.

## Trayectoria
Lemay trabaja como escritora técnica independiente. Desde los años 90, ha publicado manuales sobre publicación en la web, HTML y Java. Su primer libro, Teach Yourself Web Publishing with HTML in a Week, demostró que el HTML se podía aprender fácilmente y fue la segunda guía sobre HTML que apareció en el mercado.
Su segundo libro, Teach Yourself Java in 21 Days, ofrecía facilitar su aprendizaje para los posibles usuarios de Java, y su libro de 1997 The Official Guide to Marimba's Castanet se centró en la tecnología push. El libro de 1997, Laura Lemay's Web Workshop: Javascript recibió críticas positivas, y fue elogiado como un "buen libro" que venía con un software útil.
Andrew Leonard, escribiendo para la revista digital Salon.com, señaló que los libros de Lemay (en el momento de su artículo de 1997 contaba con 23) eran un ejemplo de "libros Beta", libros sobre programas informáticos que vienen incluidos en el software, y que se actualizan regularmente.

## Libros
- 2010 - Sams Teach Yourself Web Publishing with HTML and CSS in One Hour a Day, Sixth Edition - ISBN 0672330962
- 2007 - Sams Teach Yourself Java 6 in 21 Days - ISBN 0672329433
- 2006 - Sams Teach Yourself Web Publishing with HTML and CSS in One Hour a Day - ISBN 0672328860
- 2004 - Sams Teach Yourself Java 2 in 21 Days - ISBN 0672326280
- 2003 - Sams Teach Yourself Web Publishing with HTML & XHTML in 21 Days - ISBN 0672325195
- 2003 - Sams Teach Yourself Web Publishing With HTML and XHTML - ISBN 9780672325199
- 2002 - Sams Teach Yourself Perl in 21 Days - ISBN 0672320355
- 2001 - Sams Teach Yourself Web Publishing with HTML and XHTML in 21 Days, Professional Reference Edition - ISBN 0672320770
- 2000 - Sams Teach Yourself Web Publishing with HTML 4 in 21 Days, Professional Reference Edition, Second Edition - ISBN 0672318385
- 1999 - Sams Teach Yourself Java 2 Platform in 21 Days: Complete Compiler Edition - ISBN 0672316471
- 1998 - Sams Teach Yourself Java 1.2 in 21 Days Complete Compiler Edition - ISBN 0672315343
- 1998 - Sams Teach Yourself Java 1.2 in 21 Days - ISBN 1575213907
- 1998 - Web Publishing With HTML 4 in a Week: Complete Starter Kit - ISBN 0672313448
- 1997 - Sams Teach Yourself Java 1.1 in 21 Days - ISBN 1575213923
- 1997 - Teach Yourself Web Publishing With HTML in a Week - ISBN 1575213362
- 1997 - Laura Lemay's Web Workshop: Designing With Stylesheets, Tables, and Frames - ISBN 1575212498
- 1997 - Sams Teach Yourself Web Publishing With HTML 3.2 In14 Days - ISBN 1575213761
- 1997 - Laura Lemay's Electronic Web Workshop - ISBN 1575213141
- 1997 - Teach Yourself Java 1.1 in 21 Days - ISBN 1575211424
- 1997 - Laura Lemay's Java 1.1 Interactive Course - ISBN 1571690832
- 1997 - Laura Lemay's Guide to Sizzling Web Site Design - ISBN 1575212218
- 1997 - Official Marimba Guide to Castanet - ISBN 1575212552
- 1997 - Teach Yourself Web Publishing With HTML 3.2 in 14 Days: Second Professional Reference Edition - ISBN 1575213052
- 1997 - Aprendiendo HTML Para Web En Una Semana (Paperback) - ISBN 9688805785
- 1997 - Teach Yourself Java 1.1 In 21 Days - ISBN 9781575211428
- 1996 - Teach Yourself Web Publishing With HTML 3.0 in a Week - ISBN 1575210649
- 1996 - Teach Yourself Java in 21 Days: Professional Reference Edition - ISBN 1575211831
- 1996 - Teach Yourself Visual J++ in 21 Days - ISBN 1575211580
- 1996 - Teach Yourself Sunsoft Java Workshop in 21 Days - ISBN 1575211599
- 1996 - Creating Commercial Web Pages - ISBN 1575211262
- 1996 - Teach Yourself Web Publishing With HTML 3.2 in a Week - ISBN 1575211920
- 1996 - Graphics & Web Page Design - ISBN 1575211254
- 1996 - Laura Lemay's Web Workshop Javascript - ISBN 1575211416
- 1996 - Laura Lemay's Web Workshop: 3D Graphics & VRML 2.0 - ISBN 1575211432
- 1996 - Laura Lemay's Web Workshop: Microsoft Frontpage - ISBN 1575211491
- 1996 - Laura Lemay's Web Workshop: Netscape Navigator Gold 3 - ISBN 1575211289
- 1996 - Teach Yourself Cafe in 21 Days - ISBN 1575211572
- 1996 - Teach Yourself Web Publishing With HTML 3.2 in 14 Days: Premier Edition - ISBN 1575210967
- 1996 - Teach Yourself Java for Macintosh in 21 Days - ISBN 1568302800
- 1996 - Web Design Electronic Resource Kit - ISBN 1575212641
- 1996 - Web Publishing Electronic Resource Kit - ISBN 157521265X
- 1996 - Teach Yourself Java in 21 Days - ISBN 1575210304
- 1995 - Complete Teach Yourself HTML Kit - ISBN 1575210630
- 1995 - Teach Yourself Web Publishing In 14 Days - ISBN 1575210142
- 1995 - Teach Yourself More Web Publishing With HTML in a Week - ISBN 1575210053